# Cinege-patak
A Cinege-patak a Cserhátban ered, Egyházasgerge településtől nyugatra, Nógrád vármegyében, mintegy 270 méteres tengerszint feletti magasságban. A patak forrásától kezdve keleti irányban halad, majd Egyházasgerge keleti részénél éri el a Dobroda-patakot.

## Part menti település
- Egyházasgerge